# Арушанян Шмавон Мінасович
Шмаво́н Міна́сович Арушаня́н (нар. 2 січня 1903, село Мінкенді Зангезурського повіту Єлизаветпольської губернії, тепер Лачинського району, Азербайджан — 25 січня 1982, місто Єреван) — радянський державний діяч, голова Президії Верховної ради Вірменської РСР, заступник голови Президії Верховної Ради СРСР у 1954—1963 роках. Член Бюро ЦК КП Вірменії. Депутат Верховної ради Вірменської РСР 2—6-го скликань. Депутат Верховної ради СРСР 1—2-го, 4—6-го скликань. Член Центральної Ревізійної Комісії КПРС у 1956—1961 роках. Кандидат у члени ЦК КПРС у 1961—1966 роках.

## Біографічні відомості
Народився в селянинській родині.
У 1921—1926 роках — на комсомольській роботі у Вірменській РСР.
Член ВКП(б) з 1926 року.
У 1926—1928 роках — слухач Партійної школи при ЦК КП(б) Вірменії.
У 1928—1929 роках — на комсомольській роботі у Вірменській РСР.
У 1929—1934 роках — на партійній роботі у Вірменській РСР.
У 1934—1935 роках — слухач Комуністичного університету імені Свердлова.
До листопада 1937 року — 1-й секретар Азізбековського районного комітету КП(б) Вірменії.
У листопаді 1937 — лютому 1938 року — народний комісар землеробства Вірменської РСР.
У лютому — липні 1938 року — секретар партійної колегії Комісії партійного контролю при ЦК ВКП(б) по Вірменській РСР.
У липні 1938 — листопаді 1939 року — 2-й секретар Єреванського міського комітету КП(б) Вірменії.
У листопаді 1939 — листопаді 1946 року — 1-й секретар Ленінаканського міського комітету КП(б) Вірменії.
4 листопада 1946 — 25 жовтня 1947 року — секретар ЦК КП(б) Вірменії із кадрів.
У жовтні 1947 — квітні 1949 року — слухач Вищої партійної школи при ЦК ВКП(б).
У квітні 1949 — 6 липня 1950 року — начальник Головного дорожнього управління при Раді міністрів Вірменської РСР.
6 липня 1950 — 18 серпня 1953 року — міністр автомобільного транспорту Вірменської РСР. 18 серпня — грудень 1953 року — міністр дорожнього і транспортного господарства (автомобільного транспорту і шосейних доріг) Вірменської РСР.
У грудні 1953 — квітні 1954 року — 1-й секретар Єреванського міського комітету КП Вірменії.
1 квітня 1954 — 3 квітня 1963 року — голова Президії Верховної ради Вірменської РСР.
З квітня 1963 — на пенсії в місті Єревані. Помер у січні 1982 року в місті Єревані.

## Відзнаки і нагороди
- два ордени Леніна (8.02.1944, 8.01.1963)
- орден Вітчизняної війни І ст. (24.11.1945)
- орден Трудового Червоного Прапора (23.11.1940)
- медаль «За трудову доблесть» (25.12.1959)
- медалі